# Welcome to Demon School! Iruma-kun
Welcome to Demon School! Iruma-kun (魔入りました! 入間くん, Mairimashita! Iruma-kun) é uma série de mangá japonesa de Osamu Nishi. Os capítulos são serializados na Shonen Champion desde março de 2017. Em agosto de 2025, a série foi coletada em quarenta e quatro volumes tankōbon.
Uma adaptação em anime para televisão foi ao ar entre outubro de 2019 e março de 2020. Uma segunda temporada estreou em 17 de abril de 2021. No Brasil, o anime é apresentado desde 3 de fevereiro de 2021 na Loading.

## Enredo
A história segue Iruma Suzuki, um menino humano de 14 anos que é vendido a um demônio por seus pais. O demônio, conhecido como Sullivan, leva Iruma ao Mundo Demoníaco e o adota oficialmente como seu neto. Ele matricula Iruma na Escola Babyls para Demônios, onde seu cargo é o de diretor e onde Iruma rapidamente faz amizade com os demônios Alice Asmodeus e Clara Valac. No entanto, Sullivan diz a Iruma para nunca revelar que ele é humano, pois ele será comido se for descoberto. Iruma então promete se misturar durante seu tempo no mundo dos demônios, embora ele se destaque por causa de todas as situações e aventuras que surgem. Atualmente Iruma está com 15 anos.

## Personagens principais[2]
Iruma Suzuki (鈴木入間, Suzuki Iruma)
Dublado por: Ayumu Murase
Um jovem de 14 anos, que teve sua alma vendida pelos próprios pais para o Lorde Demônio Sullivan, que o adota como seu neto. Desde muito jovem viveu uma variedade de situações e teve muitos empregos para se sustentar. Essas experiências ímpares o ajudaram a desenvolver grande adaptabilidade, habilidades de sobrevivência e agilidade.Iruma também é muito gentil, o que o torna crédulo aos pedidos, já que ele genuinamente ajuda as pessoas, mesmo por sua própria inconveniência. Ele frequenta a escola dos demônios ocultando sua verdadeira identidade como humano.
Sullivan (サリバン, Sariban)
Dublado por: Takaya Kuroda
Avô adotivo de Iruma, e um dos Três Grandes, ou seja, ele é um dos demônios mais fortes. Ele também é diretor da Escola Babylis.
Alice Asmodeus (アスモデウス・アリス, Asumodeusu Arisu)
Dublada por: Ryōhei Kimura
Amigo de Iruma, e também subordinado dele. Principalmente referido por seu nome de família, ou "Azz" para abreviar. Sua posição e poder excedem os da maioria dos calouros e ele tem a habilidade de empunhar fogo.
Clara Valac (ウァラク・クララ, Waraku Kurara)
Dublada por: Ayaka Asai
Uma garota Valac muito estranha (mesmo para os padrões dos demônios) e enérgica que sempre quer brincar. Sua habilidade de linhagem permite que ela retire qualquer coisa que ela tenha visto de seus bolsos , e ela teve que subornar outros demônios com lanches para brincar com ela até que ela conheceu Iruma.

## Mídia[3][4]

### Mangá
O mangá foi escrito por Osamu Nishi e desde 2017 é serializado na Weekly Shōnen Champion. Até agora contém mais de 394 capítulos compilados em 44 volumes, sendo o 44º lançado em agosto de 2025.

#### Lista de volumes
| N.º | Data de lançamento japonês | ISBN japonês      |
| --- | -------------------------- | ----------------- |
| 1   | 7 de julho de 2017         | 978-4-253-22516-8 |
| 2   | 6 de outubro de 2017       | 978-4-253-22517-5 |
| 3   | 8 de dezembro de 2017      | 978-4-253-22518-2 |
| 4   | 8 de febrero de 2018       | 978-4-253-22519-9 |
| 5   | 8 de maio de 2018          | 978-4-253-22520-5 |
| 6   | 6 de julho de 2018         | 978-4-253-22548-9 |
| 7   | 7 de setembro de 2018      | 978-4-253-22549-6 |
| 8   | 8 de novembro de 2018      | 978-4-253-22550-2 |
| 9   | 8 de febrero de 2019       | 978-4-253-22559-5 |
| 10  | 8 de abril de 2019         | 978-4-253-22560-1 |
| 11  | 7 de junho de 2019         | 978-4-253-22891-6 |
| 12  | 6 de setembro de 2019      | 978-4-253-22892-3 |
| 13  | 8 de outubro de 2019       | 978-4-253-22893-0 |
| 14  | 6 de dezembro de 2019      | 978-4-253-22894-7 |
| 15  | 8 de janeiro de 2020       | 978-4-253-22895-4 |
| 16  | 8 de abril de 2020         | 978-4-253-22896-1 |
| 17  | 8 de junho de 2020         | 978-4-253-22897-8 |
| 18  | 8 de setembro de 2020      | 978-4-253-22898-5 |
| 19  | 8 de dezembro de 2020      | 978-4-253-22899-2 |
| 20  | 8 de março de 2021         | 978-4-253-22900-5 |
| 21  | 8 de abril de 2021         | 978-4-253-22911-1 |
| 22  | 8 de junho de 2021         | 978-4-253-22912-8 |
| 23  | 6 de agosto de 2021        | 978-4-253-22913-5 |
| 24  | 8 de novembro de 2021      | 978-4-253-22914-2 |
| 25  | 7 de janeiro de 2022       | 978-4-253-22915-9 |
| 26  | 7 de abril de 2022         | 978-4-253-22916-6 |
| 27  | 8 de junho de 2022         | 978-4-253-22917-3 |
| 28  | 8 de agosto de 2022        | 978-4-253-22918-0 |
| 29  | 6 de outubro de 2022       | 978-4-253-22919-7 |
| 30  | 8 de dezembro de 2022      | 978-4-253-22920-3 |
| 31  | 8 de março de 2023         | 978-4-253-28331-1 |
| 32  | 8 de junho de 2023         | 978-4-253-28332-8 |
| 33  | 6 de julho de 2023         | 978-4-253-28333-5 |
| 34  | 7 de setembro de 2023      | 978-4-253-28334-2 |
| 35  | 7 de dezembro de 2023      | 978-4-253-28335-9 |
| 36  | 7 de febrero de 2024       | 978-4-253-28336-6 |
| 37  | 8 de abril de 2024         | 978-4-253-28337-3 |
| 38  | 7 de junho de 2024         | 978-4-253-28338-0 |
| 39  | 6 de setembro de 2024      | 978-4-253-28339-7 |
| 40  | 6 de dezembro de 2024      | 978-4-253-28340-3 |
| 41  | 7 de fevereiro de 2025     | 978-4-253-28341-0 |
| 42  | 8 de abril de 2025         | 978-4-253-28342-7 |
| 43  | 6 de junho de 2025         | 978-4-253-28343-4 |
| 44  | 7 de agosto de 2025        | 978-4-253-28344-1 |
| 45  | 8 de outubro de 2025       | 978-4-253-00444-2 |

### Anime
O anime foi produzido pela Bandai Namco Pictures e foi exibido no Japão entre outubro de 2019 e março de 2020. O anime está na Crunchyroll desde 2020. Uma segunda temporada foi anunciada e está programada para estrear em abril de 2021. No Brasil, o anime é exibido desde 3 de fevereiro de 2021 na Loading, junto de Berserk.

## Recepção

### Do anime
O anime teve uma boa recepção, um bom exemplo aconteceu no site Otageek, que falou "A animação é fluida e de qualidade, assim como a trilha sonora, que é muito boa e se encaixa muito bem na animação. Tudo isso para nos entregar um anime divertido e bem non sense, mas que aborda lições de superação, aceitação, amizade e compreensão.". O site também comenta sobre os amigos de Iruma, Clara e Asmodeus: "Os dois são personagens incríveis, principalmente Clara, que tem uma história bem triste de exploração na escola."
No site Epcode, é falado sobre Welcome to Demon School! Iruma-kun, que "Com animação fantástica e arte colorida, a série é um ótimo relógio se você está procurando uma comédia única, mas sem esforço, sem pensar muito nela."
Já no site PTAnime, é falado que "Há momentos porreiros em que não se nota muito a diferença entre esta série e as demais com um maior plafond, no entanto, para quem está habituado a animações estilo Bones, KyoAni e mesmo Madhouse cuja animação é tendencialmente fluida e orgânica, vai sentir a diferença. Felizmente, a dublagem é tão mas tão bom que – pelo menos a mim – consegue-se ultrapassar totalmente a falta de dinamismo e imagens estagnadas com narração. [...] . Conseguimos ver um anime coeso, com picos de animação nos momentos certos, uma coloração refrescante, e um trabalho de guião impecável! Sem vos querer spoilar, têm o cuidado de colocar nas músicas (sim, o anime é muito musical!) referências a personagens que vão aparecer no futuro. Em suma, não é por um ou outro momento menos bom na animação que esta obra é “menos boa”."